# WorldCat
O WorldCat (a contração da expressão inglesa World Catalog; Catálogo Mundial em português) é um catálogo em linha gerido pelo Online Computer Library Center (OCLC) e considerado o maior catálogo em linha do mundo. Foi criado no ano 1971. O WorldCat alberga dados registos e fichas de mais de 71000 bibliotecas públicas e privadas de todo mundo. Em 2005, abarcava o 73% do National Union Catalog (catálogo de livros anteriores a 1956). O WorldCat está disponível em muitas bibliotecas e redes informáticas de universidades; desde agosto de 2006, está disponível gratuitamente através de Internet em WorldCat.org. Em 2009 a cifra de registos bibliográficos atingia os 150 milhões em 470 idiomas.